# Marija Ana Lap Drozg
Marija Ana Lap Drozg, slovenska pedagoginja, * 28. julij 1938, Kamnik. 
Je upokojena profesorica Pedagoške fakultete v Ljubljani.

## Življenjepis
Rodila se je v družini Rajka Gregorca. Po tragični smrti prvega moža, se je leta 1986 drugič poročila z režiserjem Janezom Drozgom. Osnovno šolo in gimnazijo je obiskovala v rojstnem kraju, kjer je leta 1957 maturirala. Študij je nadaljevala na Višji gospodinjski šoli, v pedagoški usmeritvi in leta 1960 postala predmetni učitelj gospodinjstva. Visokošolsko diplomo je pridobila leta 1979 na Visoki šoli za organizacijo dela v Kranju, ter leta 1983 prav tam magistrirala in 1989 doktorirala s disertacijo Drobno gospodarstvo z zornega kota sistemske teorije. (COBISS) Strokovno se je izpopolnjevala v Parizu leta 1967 in 1973 ter Sheffieldu leta 1967. 
Z raziskovalnim delom se je prvič srečala že kmalu po diplomi, ko se je na Centralnem zavodu za napredek gospodinjstva v Ljubljani med leti 1965 do 1979 vključila v projekt Preizkušanje uporabe vrednosti predmetov široke rabe. Kasneje je bilo njeno ožje področje raziskovalnega dela drobno gospodarstvo, obravnavano z vidika interdisciplinarne povezave socioloških, socialnih, ekonomskih in izobraževalnih dimenzij. Pri tem je izhajala iz zakonitosti teorije sistemov in na tej osnovi  opredeljuje drobno gospodarstvo kot sistem z visoko stopnjo entropije,  sestavljen iz množice raznovrstnih enot, katerih smeri razvoja obravnava z vidika okolja, prebivalstva, trženja in proizvodnje ter storitev. Vsa leta je bila aktivna na novinarskem področju. Njena bibliografija šteje petnajst strokovnih člankov (med drugimi tudi Ob prehodu na visokošolsko izobraževanje učiteljev-vzgojno izobraževalni program za pedagoško usmeritev gospodinjstvo (COBISS), eno objavljeno vabljeno predavanje na znanstveni konferenci (Prehranska vzgoja in izobraževanje v Sloveniji (COBISS) in dve vabljeni predavanji na strokovnih konferencah (med drugimi tudi Komunikacija učitelja z učenci in starši... (COBISS), devet objavljenih predavanj na strokovnih konferencah (med drugimi tudi Kadrovska in informacijska funkcija v drobnem gospodarstvu (COBISS). Urejala je publikacijo Bilten, ki jo je izdajalo društvo strokovnih in predmetnih učiteljev gospodinjstva. 
Že izbrana smer njenega višješolskega študija govori o izbiri in zavezi pedagoškemu poklicu. Pedagoške izkušnje so pridobljene na različnih stopnjah njenega izobraževalnega procesa. Tako je že na Centralnem zavodu za napredek gospodinjstva sodelovala pri permanentnem izobraževanju učiteljev gospodinjstva, z Zavodom Republike Slovenije za šolstvo pa pri snovanju programov pouka za gospodinjstvo. Štiri leta je opravljala naloge ravnateljice Doma učenk srednjega izobraževanja v Ljubljani. Ob redni zaposlitvi je bila med leti 1975 do 1983 vseskozi zunanja sodelavka oddelka za gospodinjstvo Pedagoške akademije v Ljubljani (sedaj Pedagoška fakulteta v Ljubljani), od leta 1983 do upokojitve leta 1998 pa njena redna članica. V tem času je bila 1989 do 1991 prodekanja za študijske zadeve. Prispevala je pomembne deleže k razvoju fakultete, še posebej v času njene preobrazbe na visokošolski nivo, kot predstojnica tega oddelka in obenem kot predstojnica centra za strokovno izpopolnjevanje učiteljev. 
Njeno pedagoško delo je bilo ves čas namenjeno učiteljem gospodinjstva; bodočim tako, da se je z vso energijo posvetila temu, da se po ukinitvi Višje gospodinjske šole vpelje in izvaja program študija gospodinjstva na takratni Pedagoški akademiji, ter kasneje, da študij in program dobita verifikacijo univerzitetnega študija osmih semestrov v povezavi z biologijo ali kemijo, ki diplomantom zagotavlja naziv profesor gospodinjstva in biologije / ali kemije. Bila je mentor devetindvajsetim diplomantom Pedagoške fakultete (med drugim tudi Klobčar, Estera Kmečka gospodinjstva in turizem na podeželju (COBISS)). 